# Radziszewo (powiat stargardzki)
Radziszewo – wieś w Polsce położona w województwie zachodniopomorskim, w powiecie stargardzkim, w gminie Stargard.
W latach 1975–1998 miejscowość administracyjnie należała do województwa szczecińskiego.